# Alan Pascoe
Alan Peter Pascoe MBE (ur. 11 października 1947 w Portsmouth) – brytyjski lekkoatleta płotkarz i sprinter, medalista olimpijski w Monachium.
Mąż brytyjskiej sprinterki Delli James.

## Edukacja
Naukę rozpoczął w Portsmouth Southern Grammar School. Po jej ukończeniu kontynuował naukę w Borough Road Collage w Isleworth. Studiował na Uniwersytecie Londyńskim.

## Kariera zawodnicza
W wieku 21 lat wystąpił na igrzyskach olimpijskich w 1968 w Meksyku w biegu na 110 metrów przez płotki, ale odpadł w eliminacjach. Jego pierwszym międzynarodowym sukcesem było zwycięstwo w biegu na 50 metrów przez płotki podczas europejskich igrzysk halowych w 1969 w Belgradzie. Na mistrzostwach Europy w 1969 w Atenach zdobył brązowy medal na 110 metrów przez płotki. Nie powiodło mu się na pierwszych halowych mistrzostwach Europy w 1970 w Wiedniu, gdzie odpadł w półfinale biegu na 60 metrów przez płotki. Na mistrzostwach Europy w 1971 w Helsinkach wywalczył srebrny medal na 110 m przez płotki. Podczas całej swojej kariery pięciokrotnie ustanawiał rekordy kraju na tym dystansie. Odpadł w półfinale na 50 m przez płotki na halowych mistrzostwach Europy w 1972 w Grenoble.
Podczas igrzysk olimpijskich w 1972 w Monachium odpadł w półfinale biegu na 110 m przez płotki, natomiast brytyjska sztafeta 4 × 400 metrów w składzie: Martin Reynolds, Pascoe, David Hemery i David Jenkins zdobyła wicemistrzostwo olimpijskie ustanawiając rekord Europy (3:00,46). Po igrzyskach Pascoe (który zanotował w olimpijskim finale na swojej zmianie rezultat 44,9 sekundy) przestawił się na bieganie na dłuższym dystansie. Na mistrzostwach Europy w 1974 w Rzymie zdobył dwa złote medale: indywidualnie w biegu na 400 m przez płotki i drużynowo w sztafecie 4 × 400 m (sztafeta brytyjska biegła w składzie: Glen Cohen, Bill Hartley, Pascoe i Jenkins). Zwyciężył na 400 m przez płotki na igrzyskach Brytyjskiej Wspólnoty Narodów w 1974 w Christchurch, a w sztafecie 4 × 400 m zajął 2. miejsce.
W tych samych konkurencjach wystąpił na igrzyskach olimpijskich w 1976 w Montrealu. W finale biegu na 400 m przez płotki zajął 8. miejsce, a sztafeta 4 × 400 m z jego udziałem nie ukończyła biegu eliminacyjnego. Na igrzyskach Wspólnoty Narodów w 1978 w Edmonton zdobył brązowy medal na 400 m przez płotki.
Pascoe zdobył następujące medale w mistrzostwach Wielkiej Brytanii (AAA):
- stadion
  - Bieg na 200 metrów – złote medale w 1971 i 1972
  - bieg na 120 jardów przez płotki: – złoty medal w 1968
  - Bieg na 110 metrów przez płotki – złote medale w 1971 i 1972 oraz srebrny w 1969
  - Bieg na 400 metrów przez płotki – złote medale w 1973, 1976 i 1978 oraz srebrny w 1977[4]
- hala
  - bieg na 60 jardów przez płotki – złoto w 1967
  - Bieg na 60 metrów przez płotki – cztery złote medale (1968, 1969, 1970 oraz 1973)[5]

## Rekordy życiowe
| Konkurencja                     | Data i miejsce             | Wynik |
| ------------------------------- | -------------------------- | ----- |
| bieg na 200 metrów              | 15 lipca 1972, Londyn      | 20,92 |
| bieg na 110 metrów przez płotki | 17 czerwca 1972, Edynburg  | 13,79 |
| bieg na 400 metrów przez płotki | 30 czerwca 1975, Sztokholm | 48,59 |